# Дзасохов, Русланбек Борисович
Русланбек Борисович Дзасохов (1934 — 1989) — советский футбольный тренер.
Играл на позиции вратаря на региональном уровне за «Металлург» Орджоникидзе.
Работал тренером в «Спартаке» Орджоникидзе (1965, 1970). Старший тренер в командах класса «Б» — второй лиги «Спартак» Самарканд (август 1965 — июль 1966), «Иристон» Моздок (1967, КФК — 1969), «Дружба» Майкоп (1971—1974), «Кубань» Краснодар (1975, первая лига), «Орбита» Кзыл-Орда (1977 — август 1978), «Амударья» Нукус (1980—1983), «Касансаец» Касансай (1984), «Нарт» Черкесск (1986), «Локомотив» Минеральные Воды (август 1987 — июль 1988).
Всего под его руководством команды провели более пятисот матчей.